# Opacitet
Opacitet är ett begrepp och en storhet inom optiken som används för att ange transparens, alltså genomskinlighet. Opacitet mäter graden av ogenomtränglighet för strålning genom ett material eller transmissionsmedium. Material som helt saknar ljusgenomsläpplighet kallas opaka.

## Vetenskaplig definition
Opaciteten {\displaystyle \kappa _{\nu }} ger absoptionsgraden, som är fraktionen av intensiteten {\displaystyle I_{\nu }}, av strålningen som absorberas eller sprids per enhetsdistans {\displaystyle x} längs med strålningens utbredningsriktning. 
{\displaystyle {\partial I_{\nu } \over \partial x}=-I_{\nu }\kappa _{\nu }}.
För ett givet medium har opaciteten ett numeriskt värde mellan 0 och oändlighet. 